# 三吉町 (横浜市)
三吉町（みよしちょう）は、神奈川県横浜市中区の町名。住居表示は未実施で、丁目は設けられていない。

## 地理
中区の北西部、中村川の北側に位置する。東は長者町1丁目、南は南区中村町1丁目、西は南区万世町、北は千歳町にそれぞれ隣接する。商店や中小企業が立ち並び、東端の一角には簡易宿所が並ぶ。
町内に鉄道路線はなく、隣接する千歳町の大桟橋通りや、長者町の横浜駅根岸道路には横浜駅や桜木町駅からの路線バスが運行されている。横浜市営地下鉄ブルーライン伊勢佐木長者町駅へは、町内の最も近い所から600mほどである。

## 歴史
江戸時代に吉田新田として開拓された土地の一部で、1872年（明治5年）～1973年頃に三吉町の町名が付けられた。町名は、縁起を担いだ瑞祥地名である。1889年4月1日には市制施行により横浜市の町名となる。当初は1～5丁目、のちに1～4丁目の字丁目が設けられた。1927年（昭和2年）、区制施行に伴い横浜市中区の町名となる。1930年には中村川に架かる三吉橋のたもとに、大衆演劇の常設劇場となる三吉演芸場が開館した。1943年には中区から南区が新設され、三吉演芸場や三吉橋を含む字3・4丁目が南区に編入されたが、翌1944年に万世町に統合された。字1・2丁目ものちに廃止されている。1990年（平成2年）3月には、中村川の上部に高架橋構造の首都高速神奈川3号狩場線が開通した。

## 世帯数と人口
2025年（令和7年）6月30日現在（横浜市発表）の世帯数と人口は以下の通りである。
| 町丁   | 世帯数  | 人口  |
| ------ | ------- | ----- |
| 三吉町 | 478世帯 | 588人 |

### 人口の変遷
国勢調査による人口の推移。
| 年                 | 人口 |
| ------------------ | ---- |
| 1995年（平成7年）  | 445  |
| 2000年（平成12年） | 494  |
| 2005年（平成17年） | 628  |
| 2010年（平成22年） | 540  |
| 2015年（平成27年） | 587  |
| 2020年（令和2年）  | 661  |

### 世帯数の変遷
国勢調査による世帯数の推移。
| 年                 | 世帯数 |
| ------------------ | ------ |
| 1995年（平成7年）  | 371    |
| 2000年（平成12年） | 428    |
| 2005年（平成17年） | 561    |
| 2010年（平成22年） | 451    |
| 2015年（平成27年） | 474    |
| 2020年（令和2年）  | 539    |

## 学区
市立小・中学校に通う場合、学区は以下の通りとなる（2024年11月時点）。
| 番・番地等 | 小学校               | 中学校                 |
| ---------- | -------------------- | ---------------------- |
| 全域       | 横浜市立南吉田小学校 | 横浜市立横浜吉田中学校 |

## 事業所
2021年現在の経済センサス調査による事業所数と従業員数は以下の通りである。
| 町丁   | 事業所数 | 従業員数 |
| ------ | -------- | -------- |
| 三吉町 | 21事業所 | 129人    |

### 事業者数の変遷
経済センサスによる事業所数の推移。
| 年                 | 事業者数 |
| ------------------ | -------- |
| 2016年（平成28年） | 19       |
| 2021年（令和3年）  | 21       |

### 従業員数の変遷
経済センサスによる従業員数の推移。
| 年                 | 従業員数 |
| ------------------ | -------- |
| 2016年（平成28年） | 139      |
| 2021年（令和3年）  | 129      |

## その他

### 日本郵便
- 郵便番号：231-0034[3]（集配局：横浜港郵便局[18]）

### 警察
町内の警察の管轄区域は以下の通りである。
| 番・番地等 | 警察署         | 交番・駐在所 |
| ---------- | -------------- | ------------ |
| 全域       | 伊勢佐木警察署 | 寿町交番     |